# ماري ستريت
ماري ستريت (بالألمانية: Marie Stritt)‏ (1855-1928) نسوية ألمانية وقيادية في الحركة العالمية والألمانية لتمكين حق اقتراع النساء. عملت من أجل تعليم المرأة وحاربت الدعارة المنظمة من قبل الدولة. كما عملت من أجل التغييرات المتعلقة بقوانين الطلاق من خلال جمعية المساعدة القانونية للمرأة. وكانت داعمة كبيرة لتحديد النسل والإجهاض.

## حياتها
ولدت ستريت (الملقبة سابقا بباكون) في 18 فبراير/شباط 1885 في سيغيشوارا، رومانيا. عملت ممثلة في مسرح باديشيس كارلزروه. تزوجت في عام 1879 من زميلها الممثل ومغني الأوبرا ألبيرت ستريت (1847-1908).
بدأت ماري عملها في أواخر الثمانينات. وكانت ناشطة في العديد من المجموعات بما في ذلك مجموعة إصلاح النساء (1891) وجمعية المساعدة التشريعية للمرأة (1894). تفانت في هذه المنظمات للمطالبة بحقوق النساء للمساواة في التعليم والحماية القانونية. وكانت قائدة مهمة في التحالف الدولي للمرأة (IWSA)، وكان هدفها العمل على تعليم المرأة ومعارضة الدعارة التي تنظمها الدولة.
وكانت واحدة من المؤسسين للتحالف الدولي للمرأة عام 1904 في برلين، ألمانيا. وكانت رئيسة رابطة جمعيات المرأة الألمانية بين عامي 1899 و1910، والجمعية الألمانية للاقتراع النسائي بين عامي 1913 و1919، والتحالف الدولي للمرأة بين عامي 1913 و1920.
لم ينته نشاطها بتقاعدها من التحالف الدولي لحق المرأة في التصويت. واصلت ماري الكتابة والمشاركة في الصحافة التي تناضل من أجل قضايا النسوية خلال الفترة المتبقية من حياتها.
توفيت ستريت في 16 سبتمبر/أيلول 1928 في درسدن ألمانيا.